# Stefano Manelli
 (septembre 2018).
Pour les articles homonymes, voir Manelli.
Stefano Maria Manelli, né le 1er mai 1933 à Rijeka (Yougoslavie, actuelle Croatie), est un prêtre catholique italien, fondateur des Frères Franciscains de l'Immaculée, des Sœurs franciscaines de l'Immaculée et de la Mission de l'Immaculée  Médiatrice.

## Biographie

### Famille et formation
Fils des serviteurs de Dieu Settimio et Licia Manelli, Stefano est le sixième d'une famille de vingt-et-un enfants. 
Il reçoit sa première communion en 1938, des mains de saint Padre Pio, dont ses parents sont des proches et dont il est enfant de chœur. Le 8 décembre 1945, âgé de 12 ans, il entre au petit séminaire des Frères mineurs conventuels, à Cupertino.
Il fait sa profession solennelle le 27 mai 1954, puis est ordonné prêtre le 30 octobre 1955.
En 1960, il obtient son doctorat en théologie au Seraphicum à Rome. Il devient alors professeur de patristique et de mariologie au séminaire de Cupertino, au séminaire diocésain de Bénévent et à l'Institut d'études religieuses d'Avellino. Il est dans le même temps préfet d'études dans la province conventuelle de Naples. 

### Les Franciscains de l'Immaculée
À la suite du concile Vatican II, qui demande aux religieux de « revenir aux sources de la spiritualité de leur ordre » et de « les adapter au monde contemporain », le père Stefano entame une réflexion sur les origines de son ordre et souhaite vivre la vie franciscaine dans son intégralité, en s'inspirant de François d'Assise et de Maximilien-Marie Kolbe.
Le 2 août 1970, il fonde la mission mariale de Traccia, avec l'aide du père Gabriele Maria Pellettieri et la bénédiction de ses supérieurs. La première maison est érigée au sanctuaire Notre-Dame-du-Bon-Conseil. Le 1er novembre 1982, les deux pères fondent la première communauté des Sœurs franciscaines de l'Immaculée, dans le quartier de Novaliches, à Manille. 
Le 8 septembre 1990, le père Stefano fonde à Lorette la Mission de l'Immaculée Médiatrice (MIM), à l'intention des fidèles, qui peuvent ainsi se consacrer à l'Immaculée au travers du vœu marial privé ou du tiers-ordre franciscain de l'Immaculée.
Dans les années 2010, il soutient la fondation des Bénédictins de l'Immaculée par le père Jehan de Belleville.